# Oceanobdella khani
Oceanobdella khani is een ringworm uit de familie van de Piscicolidae. De wetenschappelijke naam van de soort is voor het eerst geldig gepubliceerd in 2004 door Burreson & Williams.